# Sierra Boggess
Sierra Marjory Boggess (née le 20 mai 1982) est une actrice et chanteuse américaine de théâtre. Elle est surtout connue pour avoir joué la première le rôle d'Ariel dans La Petite Sirène à Broadway et pour ses multiples apparitions en tant que Christine Daaé dans Le Fantôme de l'opéra. Sierra a participé à plusieurs productions de Le Fantôme de l'opéra en commençant par la production de Las Vegas en 2006. En 2010, elle a été choisie dans le rôle de Christine Daaé dans la suite du fantôme de l'Opéra, Love Never Dies. 

## Petite enfance et éducation
Sierra Boggess est née et a grandi à Denver au Colorado, avec sa sœur aînée Summer et sa sœur cadette Allegra. Toutes les trois étaient membres d'une chorale : Colorado Children's Chorale. Ses parents se prénomment Kellun Turner Boggess et Michael Boggess. Elle a fréquenté le lycée George Washington High School. Dans une interview avec le journal The Interval, Boggess a parlé de l'influence des cours d'art dramatique au lycée sur son développement précoce. Elle a obtenu son diplôme de l'Université Millikin en 2004, avec un BFA  équivalent d'un baccalauréat en beaux-arts. 